# Occhi senza luce
Occhi senza luce è un film del 1956 diretto da Flavio Calzavara.

## Trama
Daisy è una ragazza inglese non vedente, ammiratrice di un cantante italiano che è solita ascoltare alla radio. Si reca quindi in Italia per conoscere il suo artista preferito, che cercherà di convincerla a sottoporsi ad un intervento che potrebbe ridarle la vista.

## Produzione
Il film rientra nel filone dei melodrammi sentimentali, comunemente detto strappalacrime, allora in voga tra il pubblico italiano, sebbene già entrato nella sua fase decadente.